# The Secret Saturdays: Beasts of the 5th Sun
The Secret Saturdays: Beasts of the 5th Sun es un videojuego de acción desarrollado por High Voltage Software y 1st Playable Productions y lanzado en 2009 para las consolas Nintendo DS, PlayStation 2, PlayStation Portable y Wii. El juego está basado en la serie de televisión animada de Cartoon Network The Secret Saturdays creada por Jay Stephens.

## Trama
El juego comienza cuando Zak y Fiskerton están viendo Weird World, donde V.V. Argost habla sobre la creencia de los aztecas de que ha habido cuatro soles en el pasado, siendo el quinto el actual. Posteriormente, Zak y su familia frustran el intento de robo de Argost de una instalación para obtener información sobre críptidos como los Adaro. Luego, la familia localiza ocho tótems que atraen críptidos en todo el mundo. Después de luchar contra más hombres con la ayuda de un Ojos Naranja y usar a Fiskerton para navegar por terrenos difíciles, Argost secuestra al Ojos Naranja. Zak intenta alcanzar a Argost en Zon, pero sin éxito.
De vuelta en la aeronave, Zak intenta convencer a sus padres de que vayan tras Argost y el Ojos Naranja, pero Doc afirma que tienen que vencer a Argost en la búsqueda de los otros críptidos que busca. Doc afirma que ha logrado recuperar más datos de lo que Van Rook robó y todos caen en 8 lugares geográficos. Esto hace que Zak crea que esto tiene algo que ver con el Sol de las 8 Bestias y se mueven hacia el área más cercana en el patrón. En un volcán activo donde se supone que vive la próxima bestia, el hombre en llamas, Doc y Drew le dicen a Zak que se quede quieto, pero decide entrar después de que Pietro «Piecemeal» Maltese asustara a Fiskerton y Komodo. Después de luchar contra los críptidos en el volcán y Piecemeal, el volcán se encontraba a punto de entrar en erupción y Piecemeal roba al Hombre Ardiente aparentemente con la intención de comérselo. Zak debe huir con Zon.
Zak estudia las divagaciones de Argost de la introducción y ve a Azazel, un críptido parecido a una cabra. La familia se va a Egipto para recogerlo y protegerlo de Blemyah. Luego, la familia Saturday va a China. Drew y Doc se enredan en el estudio del templo cercano y dejan a Zak para buscar al gato Wampus. Zon, Fiskerton y Komodo vuelven a quedar bajo el hechizo de un tótem hasta que Drew los libera. Después de que Doyle y Zak liberan al gato, Doc entra para recogerlo.
Luego, el equipo llega a una ciudad submarina. Doc cree que han llegado primero porque no hay daños estructurales aparte de la erosión del agua salada. Mediante el uso de un Morgawr y Orobon, encuentran el Con-Rit (una de las 8 Bestias). Munya llega a la escena y Zak usa el Con-rit para vencer a Munya. Doc analiza una sección de la armadura del Con-Rit mientras Zak revela que robó la lista de críptidos de Munya, que solo enumera siete de las ocho bestias. La única que falta es un Kikiyaon con la palabra «Finster» mencionada, que Zak sugiere que se refiere al Barón Finster. Doyle afirma que si Finster tiene el Kikiyaon, entonces debería estar en un laboratorio de investigación en el desierto.
La familia regresa a la base solo para ver a Argost escaparse con los críptidos que rescataron. Saben que Argost irá tras el último Cryptid y sospechan que está en un templo azteca. Después de luchar para llegar al templo, Drew se da cuenta demasiado tarde de que es una trampa. Argost encierra a Zak en una trampa azteca, toma su garra y lo libera en una jungla infestada de críptidos.
La familia asalta Weird World en un último esfuerzo por rescatar a los críptidos secuestrados y la garra de Zak. Sin embargo, debido a una trampa explosiva activada por Fiskerton, Zak se separa de su familia. Finalmente, recupera la garra justo a tiempo para una pelea con Argost, que revela que ya ha concentrado los poderes de los siete críptidos en una gran esfera similar al sol. Zak finalmente logra derrotar a Argost, pero activa una trampa explosiva que agrega el poder de la garra a los siete críptidos. Zak y Doyle logran recuperar la garra antes de que la esfera solar explote y todos sean expulsados de la mansión a través de otra trampa. El juego termina con Argost afirmando con optimismo que mañana será otro Apocalipsis.

## Elenco
- Sam Lerner - Zak Saturday
- Phil Morris - Solomon "Doc" Saturday
- Nicole Sullivan - Drew Saturday
- Diedrich Bader - Fiskerton
- Fred Tatasciore - Komodo, Munya, Zon
- Corey Burton - V.V. Argost, Leonidas Van Rook
- Will Friedle - Doyle Blackwell

## Recepción
La versión de PSP recibió «críticas generalmente favorables», y las versiones de DS y Wii recibieron críticas «mixtas», mientras que la versión de PlayStation 2 recibió «críticas generalmente desfavorables», de acuerdo con el sitio web agregador de reseñas Metacritic.